# Trichopteryx hyemata
Trichopteryx hyemata là một loài bướm đêm trong họ Geometridae.